# Plaque de Cocos
Pour les articles homonymes, voir Cocos.
La plaque de Cocos est une plaque tectonique de la lithosphère de la planète Terre. Sa superficie est de 0,07223 stéradians. On y associe généralement la plaque Rivera.
Elle couvre une partie de l'océan Pacifique dont l'île costaricienne Cocos qui a donné son nom à la plaque. Elle ne comporte aucune partie continentale et est donc entièrement constituée de lithosphère océanique.
La plaque de Cocos est en contact avec les plaques Rivera, pacifique, des Galápagos, de Nazca, de Panama, caraïbe et nord-américaine. La subduction de la plaque sous ces trois dernières génère de nombreux séismes.
Ses frontières avec les autres plaques sont notamment formées de la fosse d'Amérique centrale sur la côte pacifique de l'Amérique centrale et des dorsales des Galápagos et du Pacifique Est dans l'océan Pacifique.
Le déplacement de la plaque de Cocos se fait vers l'est à une vitesse de 8,55 centimètres par an ou encore à une vitesse de rotation de 1,9975° par million d'années selon un pôle eulérien situé à 36°82' de latitude nord et 108°63' de longitude ouest (référentiel : plaque pacifique).
La plaque de Cocos (avec les plaques Juan de Fuca, de Nazca, Rivera, Explorer et Gorda) constitue un reliquat de la plaque Farallon qui a presque totalement disparu par subduction sous le continent américain au Jurassique.

## Sources
- (en) Peter Bird, An updated digital model of plate boundaries, vol. 4, Geochemistry Geophysics Geosystems, 14 mars 2003 (DOI 10.1029/2001GC000252, Bibcode 2003GGG.....4.1027B, lire en ligne)
- (en) « Speed of the Continental Plates : An educational, fair use website », sur hypertextbook.com